# Haplochromis argens
Haplochromis argens é uma espécie de peixe da família Cichlidae. A espécie foi proposta em 1989 como Haplochromis sp. nov. 'argens' ou Yssichromis sp. nov. 'argens', sendo descrita formalmente apenas em 2013.
Endémica da Tanzânia, onde pode ser encontrada no lago Vitória.